# Fresh Out the Oven
"Fresh Out the Oven" é uma canção da cantora norte-americana Jennifer Lopez. Conta com a participação do rapper Pitbull e foi composta pelos dois intérpretes com o auxílio de Amanda Ghost e Pharrell Williams, sendo que a sua produção ficou a cargo da dupla The Neptunes. Ghost mostrou o tema a Lopez, que mesmo tendo gostado bastante, afirmou que não coincidia com os registos que estava a elaborar na altura. Eventualmente, a artista decidiu gravar a música e lançá-la como single promocional em antecipação do seu sétimo álbum de estúdio Love?. A faixa estreou on-line a 7 de Outubro de 2009, promovida nos Estados Unidos pela Epic Records.
A canção deriva de origens estilísticas de electro-R&B, sendo que o seu arranjo musical consiste no uso de vocais, sintetizadores e ainda em acordes de guitarra. "Fresh Out the Oven" recebeu análises positivas pela maioria dos profissionais, que elogiaram a sua direcção musical. Contudo, alguns analistas acharam a introdução do alter ego da cantora, Lola, "intrigante". Posteriormente, foi gravado um vídeo musical dirigido por Jonas Åkerlund, que apresenta o uso de imagens repetitivas num efeito hipnótico e evita mostrar qualquer um dos rostos dos actores até ao final. Foram ainda criadas contas no Twitter e no MySpace, além de um sítio, para a campanha intitulada "Quem é Lola?", que consistiu em revelar a imagem de uma "misteriosa mulher" que foca apenas um sapato de salto alto e umas mãos cheias de jóias. Comercialmente, a obra conseguiu chegar à liderança da Dance/Club Play Songs, sendo a única tabela musical em que entrou.

## Antecedentes e lançamento

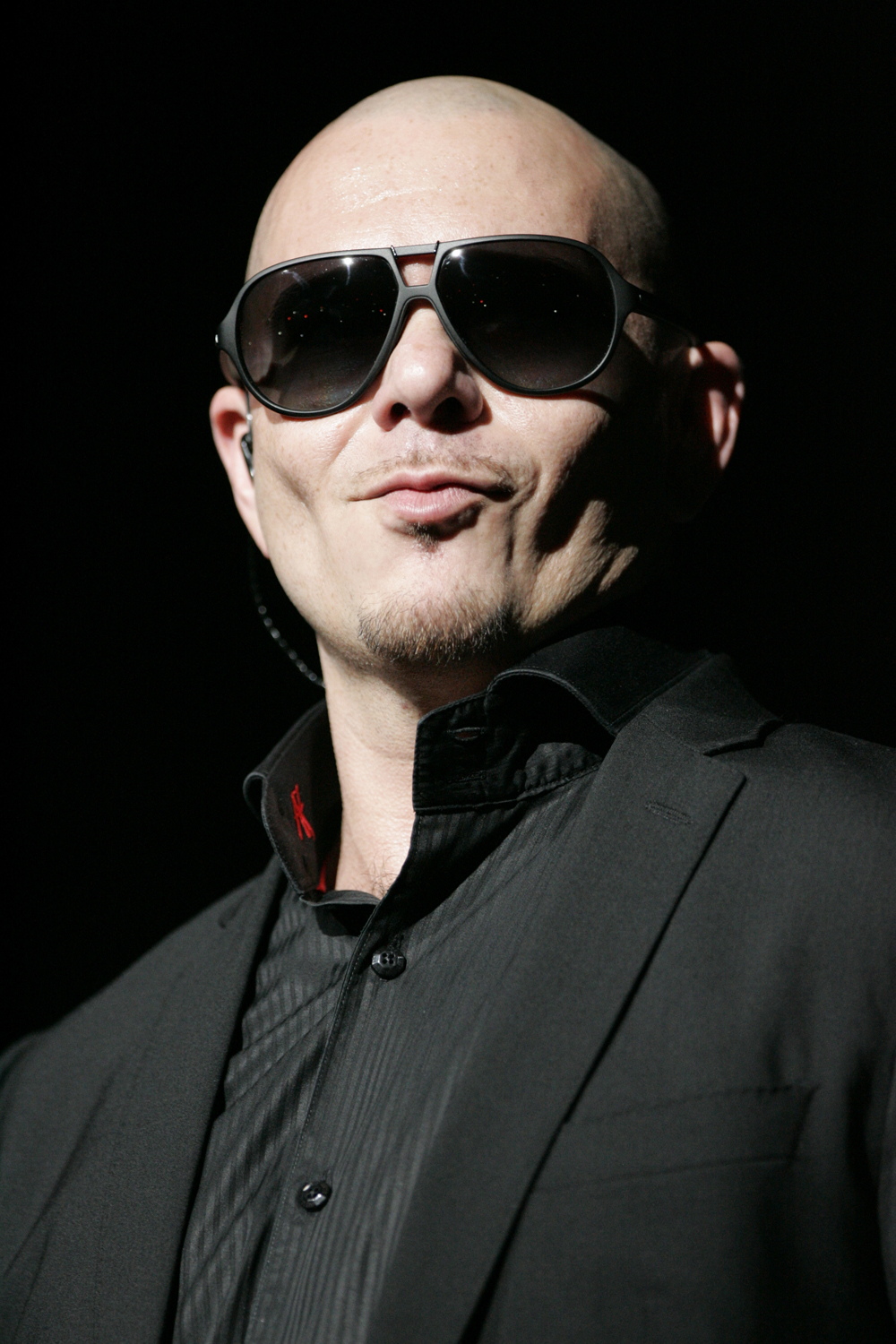
"Fresh Out the Oven" marcou a primeira de mais duas colaborações com o rapper Pitbull, seguindo-se "On the Floor" e "Dance Again".

Após a falta de sucesso comercial e crítico do sexto álbum de estúdio de Lopez, Brave, e a gravidez dos gémeos Max e Emme, a cantora começou a trabalhar em nova música para um projecto futuro em 2008. Em Fevereiro de 2009, um novo tema das sessões de gravação foi divulgado na Internet contra vontade dos responsáveis. Lopez comentou o sucedido no seu sítio oficial em Maio, afirmando o seguinte:
| “ | Estou sempre empolgada com a minha música e isto ["Hooked on You"] é uma das algumas faixas em que estou a trabalhar de momento. Estou lisonjeada pelo interesse de todos e realmente animada para que oiçam a verdadeira... | ” |

"One Love", e a originalmente denominada "What Is Love?" (mais tarde registada como "(What Is) Love?"), também foram colocadas na rede durante o mesmo mês. Inicialmente, as músicas que tinham sido depositadas na Internet serviriam para complementar um álbum de grandes êxitos; que mais tarde se tornou num disco de originais. Em Junho de 2009, a cantora deu uma entrevista a Larry Carol da MTV afirmando que as melodias insinuam a direcção musical do seu projecto seguinte e que estava ansiosa para o terminar e lançar vários singles, com uma potencial data de lançamento para o final de 2009.
Na passadeira vermelha da cerimónia MTV Video Music Awards de 2009, a 13 de Setembro, o rapper Pitbull revelou que tinha gravado em estúdio com Lopez, e que o resultado seria lançado como primeira faixa de trabalho do seu sétimo álbum de estúdio. O título do tema, inicialmente revelado como "Lola" pelo cantor, foi mais tarde anunciado como "Fresh Out the Oven". Contrariando as declarações de Pitbull, a obra acabou por servir como single promocional e foi noticiado que não apareceria no alinhamento do disco. A revista People foi responsável por estrear a canção a 7 de Outubro de 2009 através do seu sítio oficial.

## Estilo musical e letra
"Fresh Out the Oven" é uma canção de tempo moderado que incorpora elementos de estilo electro-R&B, com uma duração de três minutos e trinta e cinco segundos (3:35). Foi composta pelos dois intérpretes com o auxílio de Amanda Ghost e Pharrell Williams, sendo que a sua produção ficou a cargo da dupla The Neptunes. Lopez inicia o primeiro verso da música com as seguintes passagens: "Não me digas agora que me amas só para ficar com isto / Disseste que ficarias para sempre / Mas não faz sentido". De acordo com Tamar Anitai do blogue MTV Buzzworthy o tema é um retrocesso da artista "para os seus dias de dancehall" e um lembrete de que "será sempre uma Fly Girl". Um editor do sítio Código Venezuela considerou que era "uma mistura hip-hop com sons electrónicos, deixando uma interpretação sensual de Lopez, enquanto que o seu parceiro faz sua mistura peculiar de espanhol com inglês". Numa entrevista em Março de 2010, Jennifer falou sobre o registo, afirmando o seguinte: "A presidente da minha editora discográfica, Amanda, gostou realmente desta faixa. Ela disse, 'Este registo é para Jennifer Lopez. Temos de lhe dar a ela'. Deixou-me ouvi-lo e eu disse, 'Sabes que mais? Eu adoro-o, mas não se encaixa no álbum que estou a fazer. E ela disse que não se importava. 'Eu não me importo se colocares outro nome'. E assim fizemos, divulgamos, e chegou ao N.º1.

## Recepção pela crítica
Nick Levine do portal Digital Spy, quando foi divulgada on-line, afirmou que "verdade seja dita, é uma faixa sexy electro-R&B bastante dentro do padrão, mas a personagem Lola é razoavelmente intrigante, mesmo que tenha um pouco de Sasha Fierce nela. É muito mais um caso de esperar e ver o que acontece a seguir, supomos". Elena Gorgan da Softpedia fez uma análise semelhante, observando que "há pouca substância na letra de 'Fresh Out the Oven", mas, dizem os críticos, a substância é, talvez, a última coisa que Lopez precisa agora se quer recuperar a primeira posição bem merecida nas tabelas [musicais], especialmente à luz dos seus últimos lançamentos não muito brilhantes". Gorgan concluiu que "na medida em que está em causa a canção, é escrita para fazer o ouvinte quer chegar à pista de dança e mover-se ao som da batida, dizem. Devido a isso, se acompanhado por um bom vídeo com uma incrível coreografia - o tipo que Lopez sabe fazer tão bem - e promoção suficiente, pode transformar-se num enorme sucesso em todas as frentes".
Ryan Brockington do jornal New York Post fez uma crítica positiva ao tema, afirmando que tem um "som amigável à radio e audacioso". Brockington, continuou escrevendo que, "a faixa é surpreendente quente não só porque Pitbull foi convidado a aparecer, mas também tem os bem sucedidos dos The Neptunes a produzir o cachorro". Sigurd do sítio DJ Booth considerou o seguinte sobre a obra: "A sair de uma pausa alargada da comunidade de música devido ao casamento/gravidez, Lola está agora com pulso sexy como um acessório de moda caro. Para o seu single de regresso, Lola une forças com o colega latino Pitbull durante uma típica batida de sintetizadores por Pharrell para mostrar ao mundo que, apesar de que está há anos longe do auge da sua carreira, ela ainda está "a sair do forno".

## Promoção
Em Outubro de 2009, foram criadas contas no Twitter e no MySpace, além de um sítio, todos em nome de uma figura feminina chamada Lola. A campanha intitulada "Quem é Lola?", consistiu numa imagem que revela apenas um sapato de salto alto e umas mãos cheias de jóias. Os média começaram a interpretar como o alter ego de Lopez, contudo, foi confirmado que era falso pela presidente da editora discográfica Epic Records, Amanda Ghost. "É algo divertido. Ela não se tornou Sasha Fierce (alter ego artístico de Beyoncé Knowles). Não haverá registo nenhum de Lola em Love?. É um tema quente para discotecas e Jennifer pensou que era divertido, que se juntou a Pitbull, e o trabalho acabou por ser divulgado [na Internet]. Lola é uma personagem engraçada apenas para esta canção", revelou Ghost.
A artista revelou uma previsão do vídeo musical para "Fresh Out the Oven" na sua visita ao LIV Nightclub em Miami a 24 de Outubro de 2009. A sua versão completa acabou por estrear no sítio oficial de Lopez a 20 de Novembro, dirigida pelo sueco Jonas Åkerlund. Åkerlund divulgou o teledisco sem edições e cortes na sua página oficial na Internet em Janeiro de 2010. O projecto apresenta o uso de imagens repetitivas num efeito hipnótico e evita mostrar qualquer um dos rostos dos actores até ao final. O foco dos corpos em posições sexuais levou a comparações com o filme De Olhos bem Fechados por Stanley Kubrick. Segundo a revista on-line Focus on Style, Jennifer escolheu uma indumentária ousada para o vídeo, um body de pele de leopardo da marca britânica Agent Provocateur. Os analistas consideraram que o estilo adoptado no trabalho é semelhante ao de artistas contemporâneas mais jovens que Lopez, como Katy Perry, Christina Aguilera, Daisy Lowe, Lily Allen, Scarlett Johansson, embora tenham considerado a sua forma "bastante quente".

## Desempenho nas tabelas musicais
Em meados de Novembro de 2009, a canção entrou na tabela Dance/Club Play Songs mas passou despercebida até à semana de 12 de Dezembro de 2009, quando a música subiu à décima quarta posição. Depois de nove semanas, atingiu o segundo lugar, e na edição seguinte, subiu até à liderança e tornou-se o terceiro número um consecutivo de Lopez (sétimo no geral) na tabela, seguindo os passos de "Do It Well" e "Hold It Don't Drop It". De acordo com a revista Billboard, a música falhou em obter atenção por parte das rádios e resultou na falha na obtenção de um desempenho comercial positivo. "Fresh Out the Oven" terminou em décimo na lista que compilava as melhores faixas da tabela de dança em 2010.
| Tabela musical (2010)                            | Melhor posição |
| ------------------------------------------------ | -------------- |
| Estados Unidos - Billboard Dance/Club Play Songs | 1              |

| Tabela musical (2010)                            | Posição |
| ------------------------------------------------ | ------- |
| Estados Unidos - Billboard Dance/Club Play Songs | 10      |